# Marina Babechina
Marina Igorevna Babechina (en russe : Марина Игоревна Бабешина) (née Chechenina le 26 juin 1985 à Sverdlovsk) est une joueuse de volley-ball russe. Elle mesure 1,81 m et joue au poste de passeuse. Elle totalise 88 sélections en équipe de Russie. Elle est mariée au volleyeur russe Alekseï Babechine.

## Clubs
| Club               | De        | À         |
| ------------------ | --------- | --------- |
| Ouralotchka NTMK   | 2000-2001 | 2002-2003 |
| Dinamo Moskovskaïa | 2003-2004 | 2003-2004 |
| Ouralotchka NTMK   | 2004-2005 | 2010-2011 |
| Dinamo Kazan       | 2011-2012 | 2011-2012 |
| VK Tioumen         | 2012-2013 | 2012-2013 |
| Omitchka Omsk      | 2013-2014 | 2014-2015 |
| Ouralotchka NTMK   | 2015-2016 | 2016-2017 |
| Dinamo Moscou      | 2017-2018 | …         |

## Palmarès

### Équipe nationale
- Jeux Olympiques
  -  2004 à Athènes.
- Championnat du monde
  - Vainqueur : 2006.
- Grand Prix mondial
  - Finaliste : 2003, 2006, 2009.

### Clubs
- Championnat de Russie
  - Vainqueur : 2003, 2005, 2012, 2016, 2018, 2019.
  - Finaliste : 2004.
- Coupe de Russie
  - Vainqueur : 2018.
  - Finaliste : 2014, 2019.
- Supercoupe de Russie
  - Vainqueur : 2017, 2018.
  - Finaliste : 2019.